# 馬場靖憲
馬場 靖憲（ばば やすのり、1952年- )は、イノベーションに関する文理融合研究を専門とする社会科学者。麗澤大学経済学部特任教授。東京大学名誉教授。

## 経歴
神奈川県立光陵高等学校を経て、1977年東京大学経済学部経済学科卒業、日本興業銀行を経て1986年英国サセックス大学博士課程修了（Ph.D.)。サセックス大学科学技術政策研究所（SPRU)、科学技術庁科学技術政策研究所（NISTEP)等を経て、1997年東京大学人工物工学研究センター教授。2004年同大学先端科学技術研究センター教授。2007年同大学院工学系研究科先端学際工学専攻教授。2018年4月麗澤大学経済学部特任教授、6月東京大学名誉教授。麗澤大学国際総合研究機構機構長、学長補佐。2023年4月経済学部特別教授、経済学部長。

## 研究
システム論としての設計学と社会科学（経済学/経営学/科学社会学）の観点から、製造業と知識産業を対象として日本のイノベーション・システムの構造と機能を分析し、人工物工学の視点から、産業の脱物質化を目指す「デジタル価値創造」、産業社会の持続可能性を目指す「逆工場」等の概念を提案した。さらに、産学連携における「パスツール型科学者」の機能を明らかにし、企業化する科学界における規範のシフト現象を分析している。

## 受賞歴
- 2013年：平成25年度文部科学大臣表彰科学技術賞（科学技術振興部門）[3]

## 著書
- 馬場靖憲、『デジタル価値創造』、NTT出版、1998年、 ISBN 4-7571-2004-4。
- 馬場靖憲・後藤晃、『産学連携の実証研究』、東京大学出版会、2007年、ISBN 978-4-13-040231-6。